# Termopausa

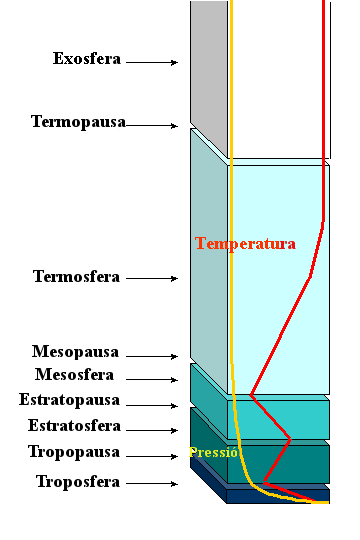
Estructura de l'atmosfera terrestre

La termopausa és el límit superior de l'atmosfera terrestre entre la termosfera i l'exosfera. En aquesta zona, la temperatura és de prop de 1300 K i els components principals de l'atmosfera ja no són el nitrogen i l'oxigen, sinó l'hidrogen. Per convenció, es mesura la constant solar en la termopausa.
L'altitud exacta depèn de molts factors entre els quals la latitud, l'hora del dia i el flux solar. A causa d'aquesta fluctuació la seva alçada varia dels 500 als 100 km de la superfície terrestre. L'anomenada Anomalia de l'Atlàntic Sud, una part de la magnetosfera terrestre, baixa inclús per sota d'aquesta capa.
Encara que formalment sigui una capa de l'atmosfera de la Terra, la pressió és tan baixa que el límit fixat convencionalment per al denominat espai exterior es troba diversos centenars de quilòmetres més avall (línia de Karman).
A la termopausa orbiten els satèl·lits artificials. Tot i que no pateixen un augment significatiu de la temperatura a causa de l'atmosfera residual present, es van ralentint inexorablement. Les diferents missions espacials, com l'estació espacial internacional, el transbordador espacial i la Soiuz operen per sota d'aquesta capa.